# Hyphydrus cycloides
Hyphydrus cycloides är en skalbaggsart som beskrevs av Régimbart 1889. Hyphydrus cycloides ingår i släktet Hyphydrus och familjen dykare. Inga underarter finns listade i Catalogue of Life.